# Pauri Garhwal
Le Pauri Garhwal  (hindi : पौड़ी गढ़वाल) est un district de l'état de l'Uttarakhand, en Inde,

## Géographie
Au recensement de 2011, sa population compte 697 078 habitants.
Son chef-lieu est la ville de Pauri. 

## Personnalités
- Mahant Avaidyanath (1921-2014), prédicateur et homme politique hindou, y est né.